# Kristine Opolais
Kristine Opolais (n. 12 noiembrie 1979, Rēzekne, Republica Sovietică Socialistă Letonă, URSS) este o soprană de operă letonă. Are o deosebită pasiune pentru operele lui Puccini, iar rolurile principale din opere i-au adus o recunoaștere pe scară largă la cele mai importante teatre de operă din lume.

## Viața timpurie și educația
Opolais s-a născut în Rēzekne, Letonia și a studiat la Academia Letonă de Muzică.

## Cariera
Opolais și-a început cariera ca membru al corului Operei Naționale Letone în 2001, iar în 2003 a devenit solistă. Acolo l-a întâlnit pe viitorul ei soț, dirijorul Andris Nelsons.
A obținut prima recunoaștere mai largă în 2006, când și-a făcut debutul la Staatsoper Unter den Linden din Berlin, urmat de debuturi în 2008, La Scala din Milano și Opera de Stat din Viena, iar în octombrie 2010 la Opera de Stat Bavareză în piesa lui Dvořák, Rusalka, o nouă producție, în regia Martin Kušej.
În 2011, Opolais și-a făcut debutul la Opera Regală din Londra, având rolul principal în piesa Madama Butterfly de Puccini, realizată de Nelsons. În 2013 și-a făcut debutul la The Proms, în Londra, la Royal Albert Hall, cântând arii de Verdi și Ceaikovski, alături de Orchestra Simfonică a Orașului Birmingham.
Pe 5 aprilie 2014, cu doar cinci ore și jumătate înainte, lui Opolais i s-a atribuit rolul lui Mimi din opera lui Puccini, La bohème la Opera Metropolitană, spectacolul de matineu. Înlocuirea a fost necesară deoarece Anita Hartig a fost prea bolnavă pentru a-și interpreta rolul. Deși Opolais a jucat rolul de mai multe ori în trecut, inclusiv la Opera de Stat din Viena, ea a jucat rolul principal al unei alte opere a lui Puccini, Madama Butterfly, și interpretase acest rol, pentru prima dată, în seara precedentă. Ea nu a adormit decât după ora 5 dimineața, dar a fost trezită, la 7:30, de o convorbire telefonică care-i cerea să cânte din nou la 13ː00, la matineu, la evenimentul care a fost difuzat în întreaga lume ca parte a seriei Met Live in HD. Opolais a jucat din nou în aceași piesă în cadrul stagiunii 2014/15 la Metropolitan Opera.
Opolais cântând în Madama Butterfly, la Met, a primit recenzii pozitive. Revista online New York Observer a remarcat o „creștere a vocii și prezență teatrală pătrunzătoare”, și că „ea este cea mai convingătoare Met Cio-Cio-San de când Diana Soviero a cântat același rol, aici, cu 20 de ani în urmă.”
Rolul ei ca Mimi din La bohème, la Met, a fost de asemenea lăudat. Community Digital News a remarcat faptul că ea „s-a conectat instantaneu cu rolul personajul” și „a făcut instant chimie pe scenă” și are o „minunată, tânără, fără efort nuanțată voce”.
Opolais a jucat rolul principal în opera lui Puccini „Manon Lescaut” la Covent Garden în stagiunea 2013/14 și de asemenea, la Met New York în februarie și martie 2016.
În februarie și martie 2017, ea a apărut în piesa Rusalka la Metropolitan Opera, o producție nouă de operă a lui Dvořák.

## Viața personală
Opolais s-a căsătorit cu dirijor Andris Nelsons, un coleg de naționalitate letonă, în 2011 și au divorțat în 2018. Fiica lor s-a născut în decembrie 2011.